# F. Duncan M. Haldane

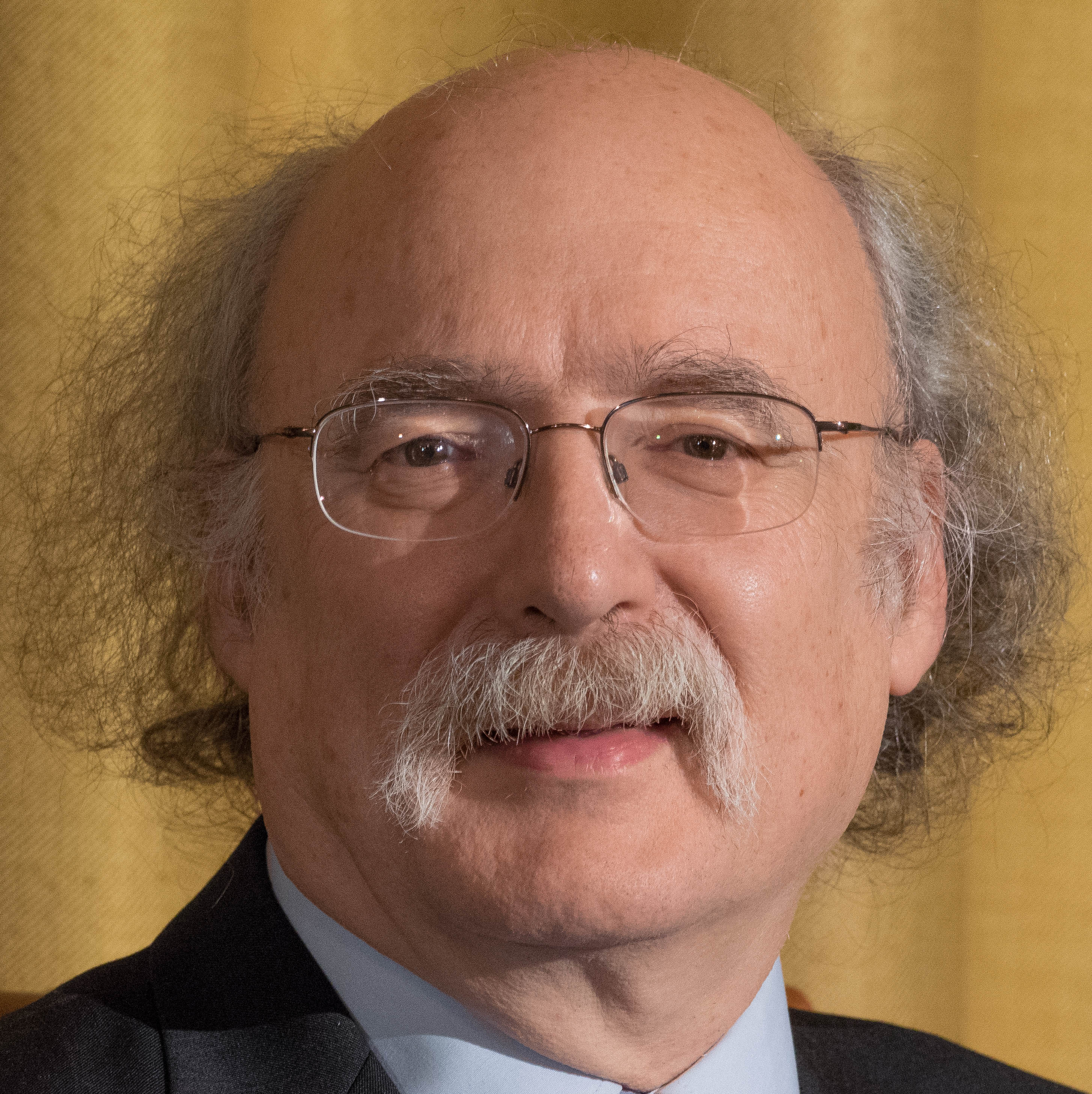
F. Duncan M. Haldane (2016)

Frederick Duncan Michael Haldane (* 14. September 1951 in London) ist ein britischer Physiker, der in theoretischer Festkörperphysik arbeitet. 2016 erhielt er (zusammen mit David J. Thouless und J. Michael Kosterlitz) für Forschungen zur Theorie verschiedener topologischer Phasen der Materie den Nobelpreis für Physik.

## Leben
Haldane studierte an der Universität Cambridge (Bachelor 1973), wo er 1978 promovierte. 1977 bis 1981 war er am Institut Laue-Langevin. 1981 bis 1985 war er Assistant Professor an der University of Southern California. 1985 bis 1987 war er bei den Bell Laboratories. Ab 1987 war er Professor an der University of California, San Diego, und ab 1990 an der Princeton University. Dort ist er Eugene Higgins Professor of Physics.
2019 erhielt er die slowenische Staatsbürgerschaft bei einer Zeremonie in der slowenischen Botschaft in Washington, DC. Seine slowenischstämmige Mutter Ljudmila wurde in Ferlach in Kärnten geboren und lernte am Ende des Zweiten Weltkriegs einen schottischen Arzt kennen, den sie später heiratete und mit dem sie nach England zog.

## Werk
Haldane untersuchte die Quantentheorie des Magnetismus in Festkörpern und Vielteilchenprobleme in der Festkörperphysik mit nichtstörungstheoretischen Methoden, unter anderem den Quanten-Hall-Effekt, Luttinger-Flüssigkeiten, Anyonen (Teilchen mit ungewöhnlicher Statistik) und eindimensionale integrable Systeme. Zur Erklärung des gebrochenzahligen Quanten-Hall-Effekts schlug er 1982 eine Erweiterung des Modells von Robert Laughlin vor, dessen Wellenfunktion nicht für alle gebrochenzahligen Füllfaktoren definiert war. 1983 schlug er (damals überraschend) die Existenz eines Haldane-Gap (Lücke im Spektrum der Anregungen) für ganzzahlige Spins im eindimensionalen Antiferromagneten vor (die Lücke existiert aber nicht für Spin 1/2 Anregungen). Mit einer Arbeit von 1988 gilt er als Pionier topologischer Festkörper-Phasen, die später mit der Entdeckung Topologischer Isolatoren aktuell wurden. Er führte darin ein Graphen-artiges zweidimensionales Modell ein, das einen Quanten-Hall-Effekt bei Abwesenheit äußerer Magnetfelder zeigte. Das Modell wurde 2005 von Charles Kane in seiner Pionierarbeit zu Topologischen Isolatoren aufgegriffen.

## Mitgliedschaften und Ehrungen
1993 erhielt er den Oliver E. Buckley Condensed Matter Prize, 2012 die Dirac-Medaille des International Centre for Theoretical Physics und 2016 den Nobelpreis für Physik (zusammen mit D. Thouless und M. Kosterlitz). 1984 bis 1988 war er Sloan Research Fellow. Er ist Fellow der Royal Society, der American Academy of Arts and Sciences (1992), der National Academy of Sciences (2017), der American Association for the Advancement of Science, der American Physical Society und des Institute of Physics.
Von 1990 bis 1999 war er im beratenden Beirat des Aspen Center for Physics und von 1985 bis 1990 dessen Trustee.